# 우에다촌 (아키타현)
우에다촌(植田村)은 아키타현 히라카군에 설치되었던 촌이다.

## 역사
- 1889년 4월 1일 - 정촌제 시행에 의해 4촌의 구역으로 성립하였다.
- 1955년 4월 1일 - 주몬지정, 무쓰아이촌과 합병해, 새로운 주몬지정이 성립해 동일 우에다촌이 폐지되었다.